# Biserica Adormirea Maicii Domnului din Bălănești
Biserica Adormirea Maicii Domnului este un monument istoric aflat pe teritoriul satului Bălănești, comuna Bârgăuani, județul Neamț. Figurează pe lista monumentelor istorice  cod LMI NT-II-m-B-10586.

## Istoric și trăsături
Biserica este ctitoria lui Constantin Rosseti Bălănescu, fiind construită în anul 1768. O însemnare făcută pe o Evanghelie consemnează numele acestuia, ca proprietar al acestei moșii, dar și în calitate de  ctitor al acestui lăcaș de închinare. A fost construită din piatră, în formă de navă, cu elemente arhitectonice baroce, combinate cu cele moldovenești. La exterior, un brâu în relief conferă o notă de eleganță edificiului. Icoanele de pe catapeteasmă au fost pictate de Gheorghe Zugravu în 1768. În 1821 a avut loc prima renovare a bisericii, moment în care a fost împodobită cu diverse obiecte de cult de către un nepot al lui Constantin Rosseti Bălănescu. Clădirea bisericii a mai trecut prin două reparații majore în anii 1911 și 1943.

## Imagini din exterior

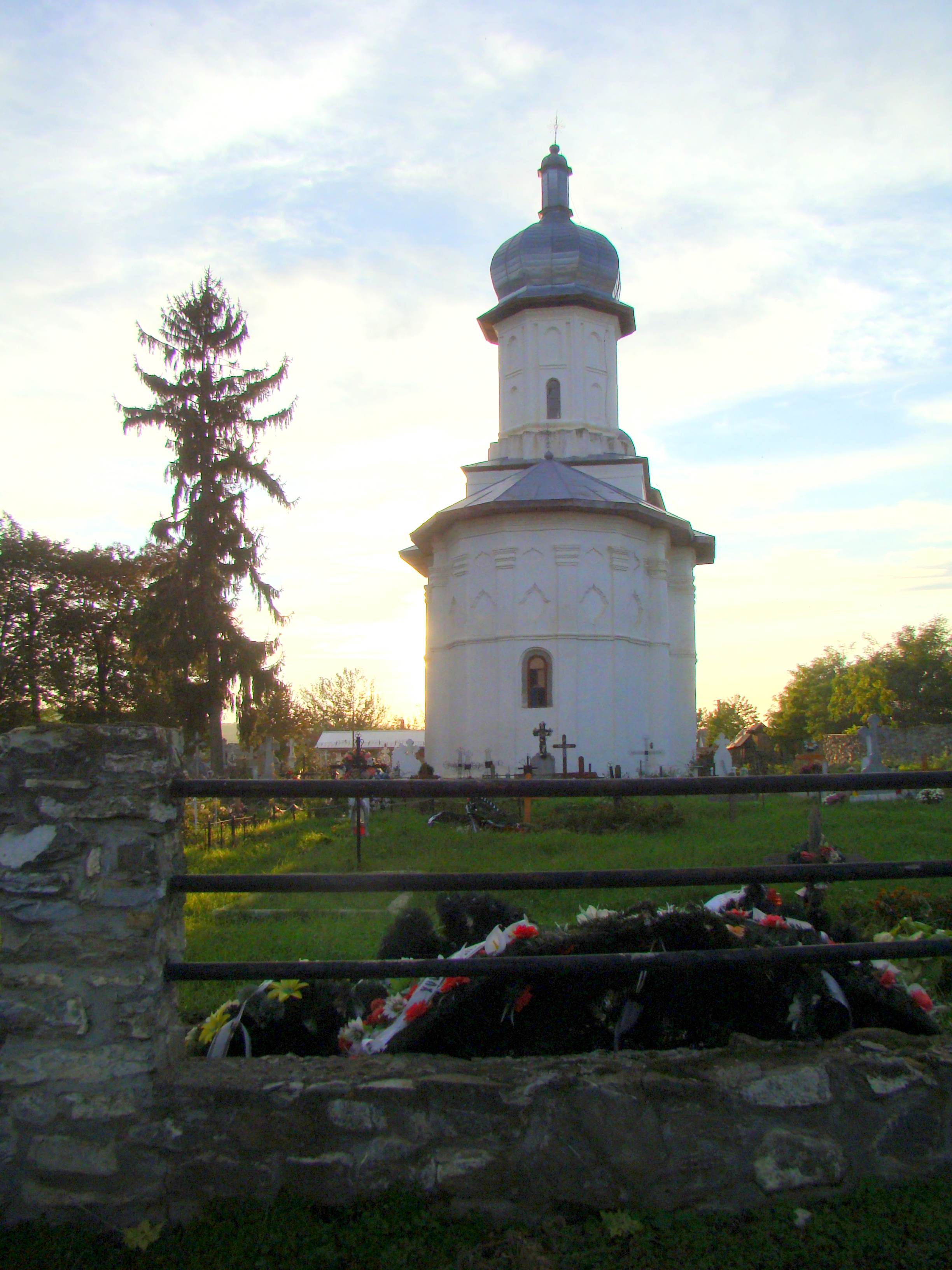
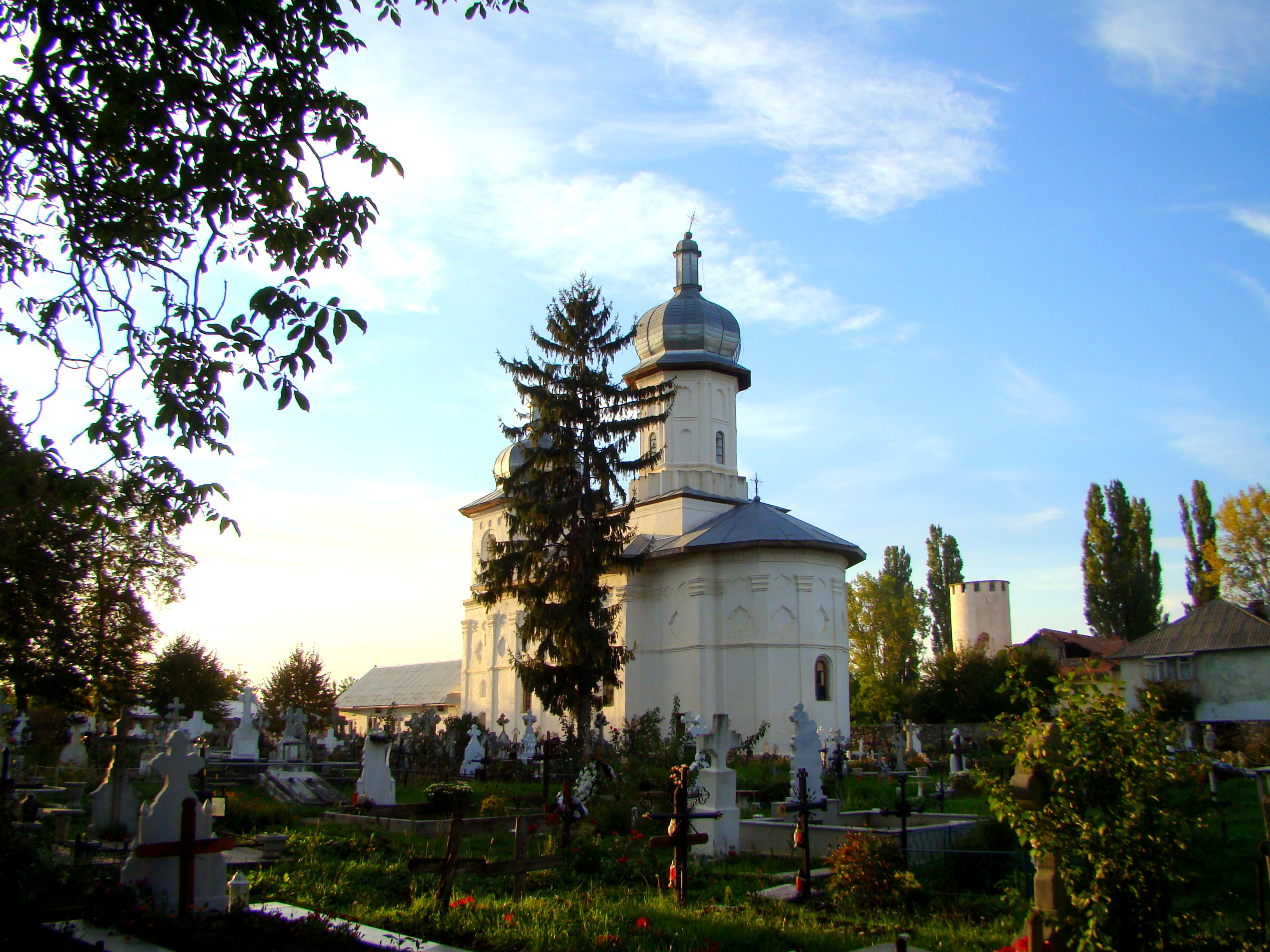
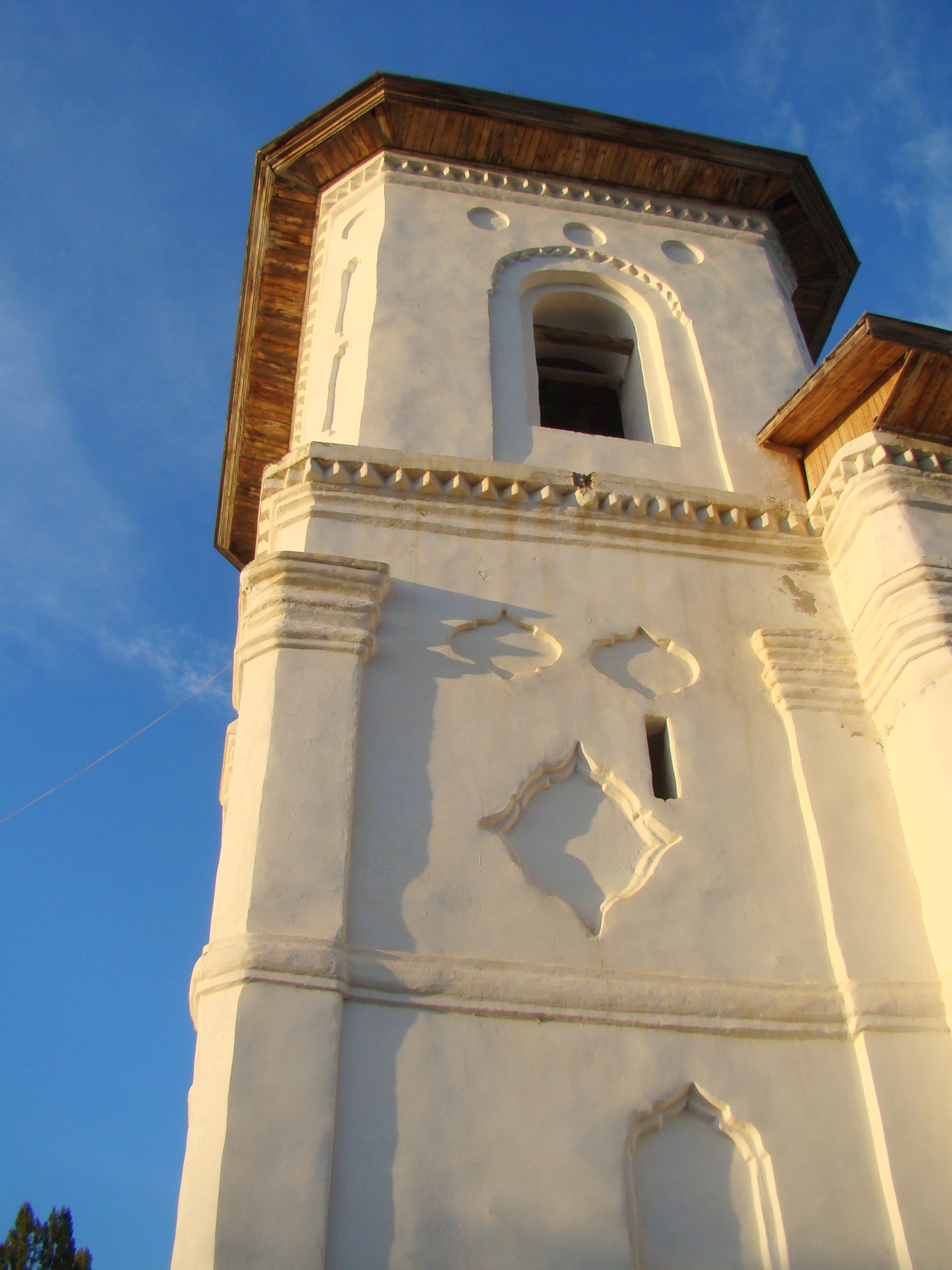
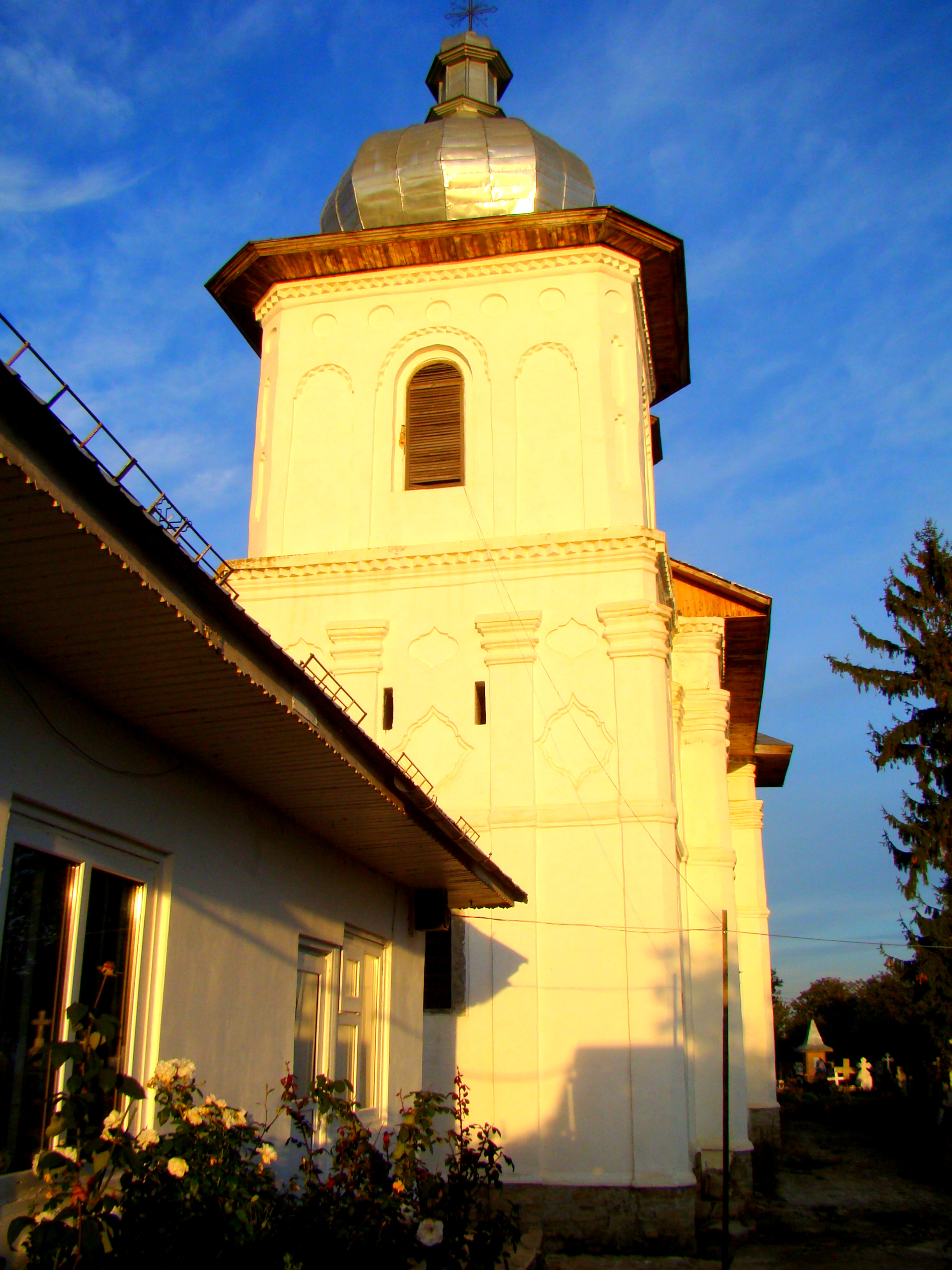
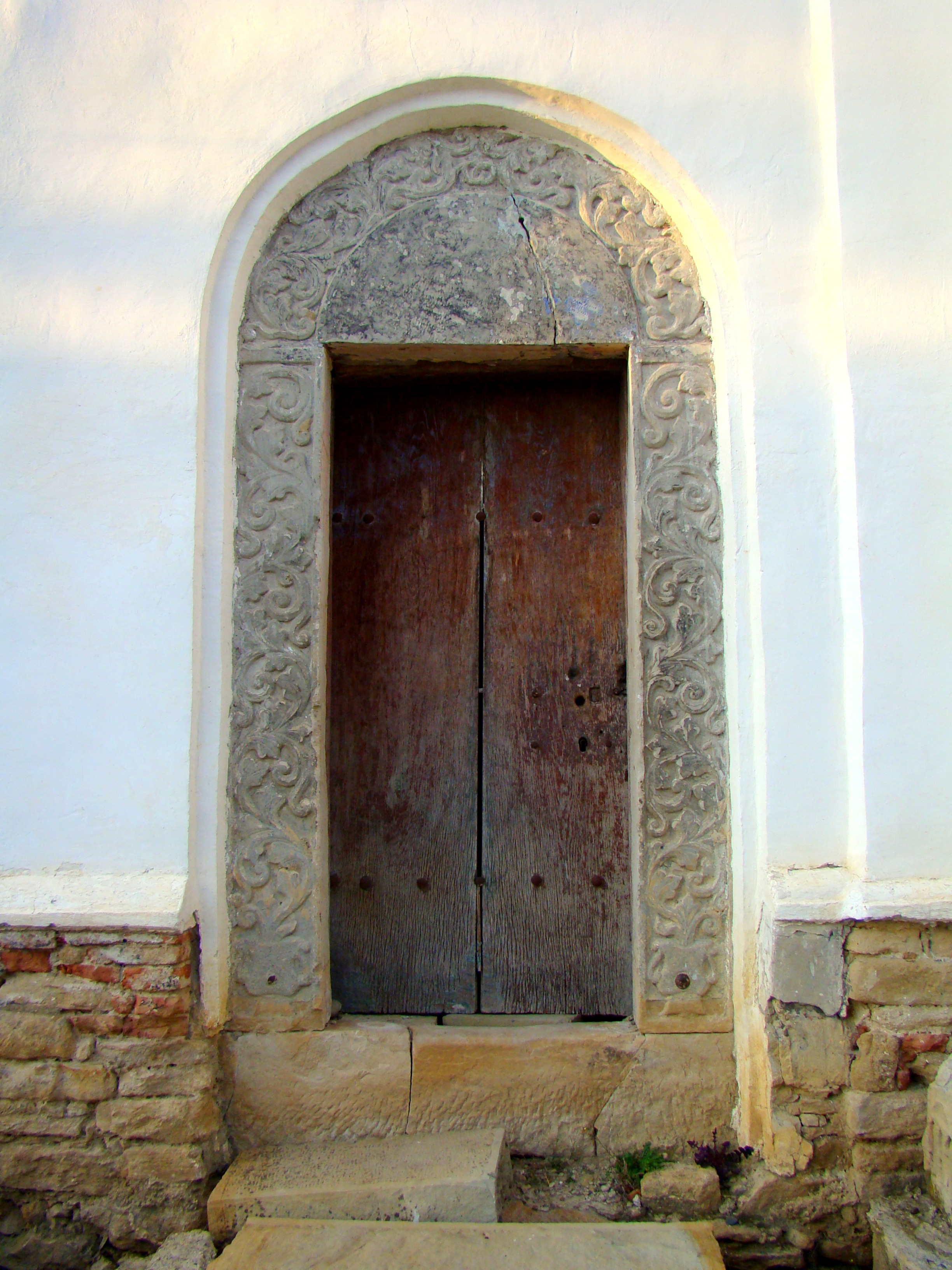
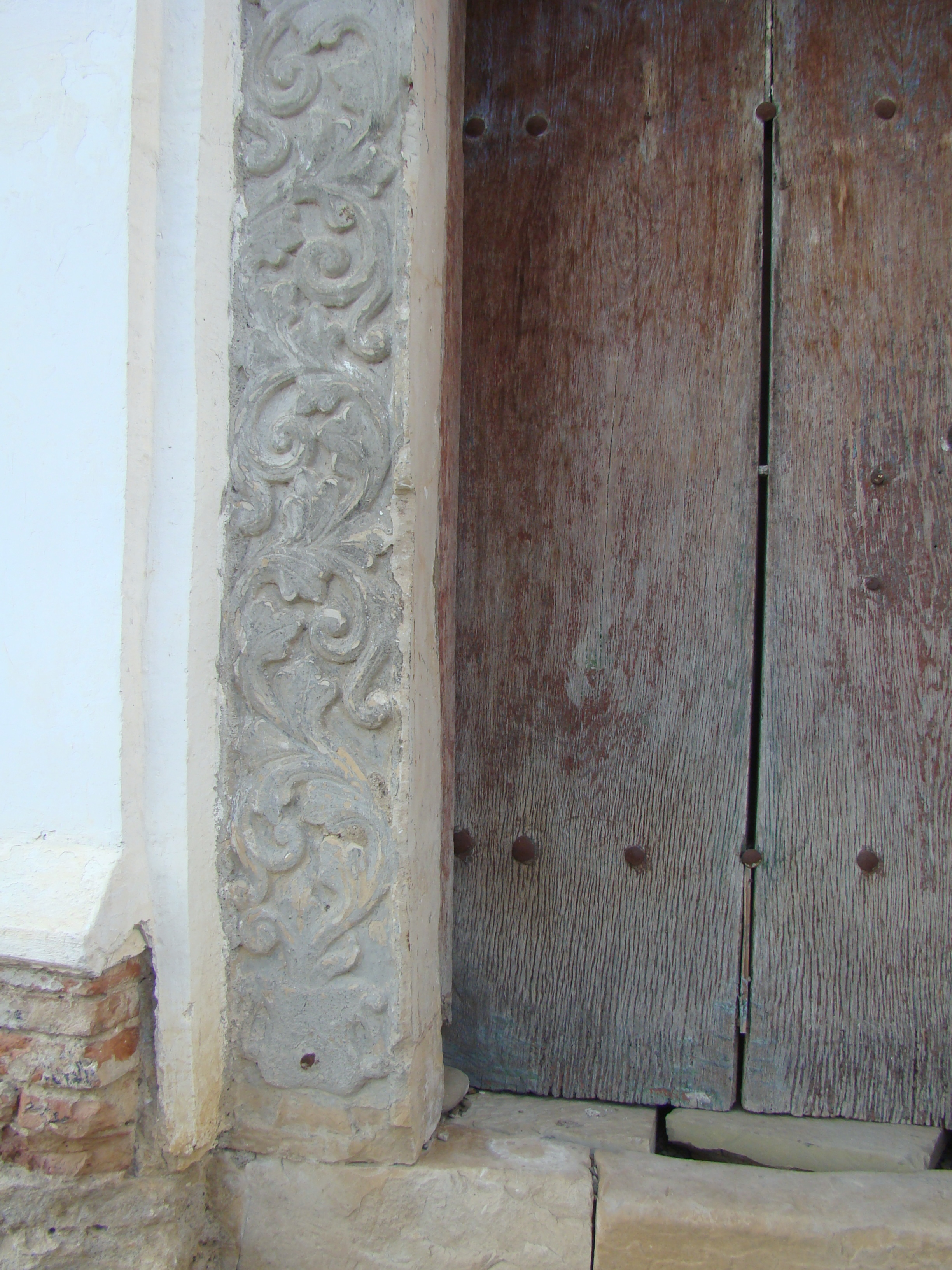
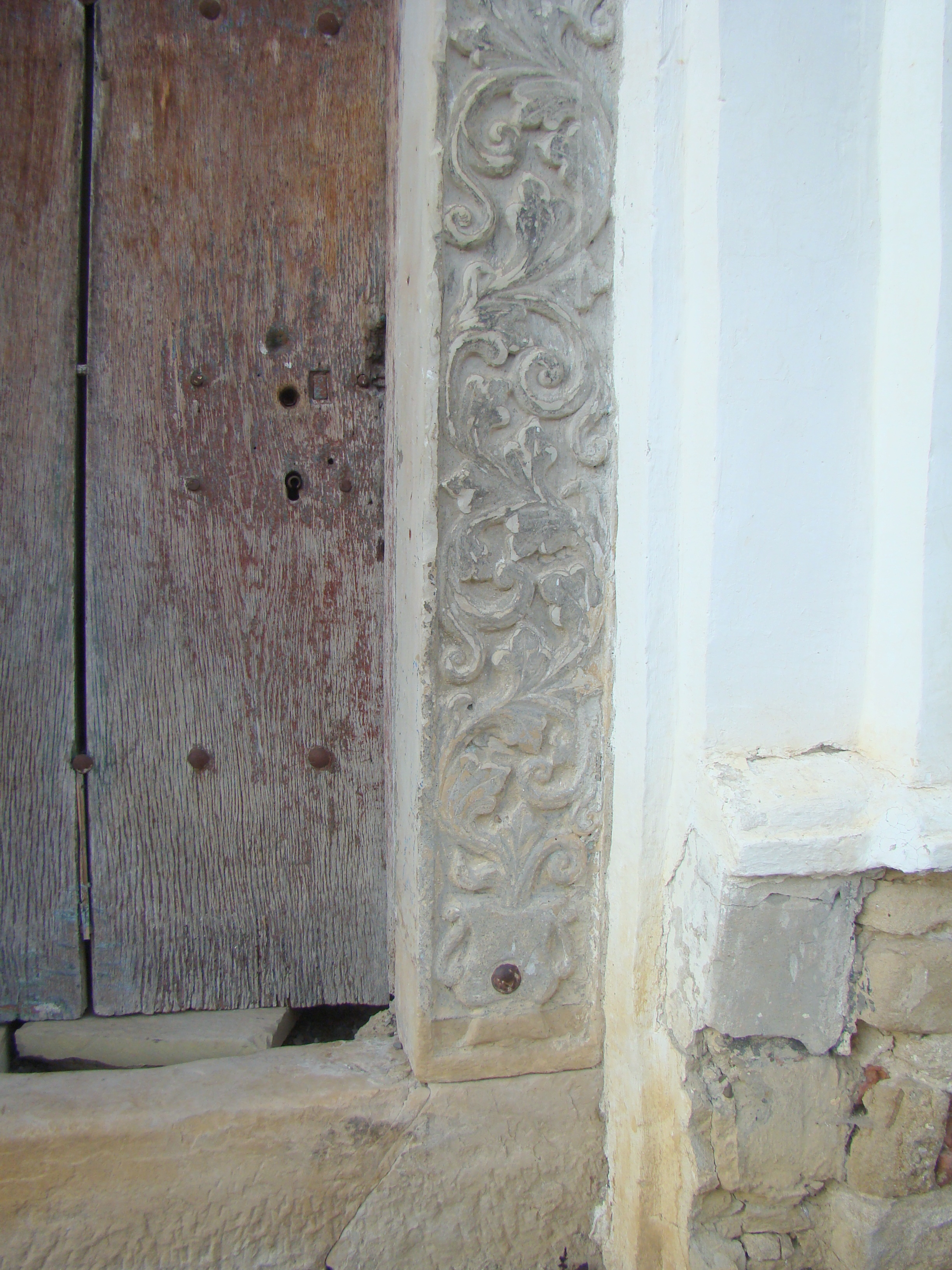
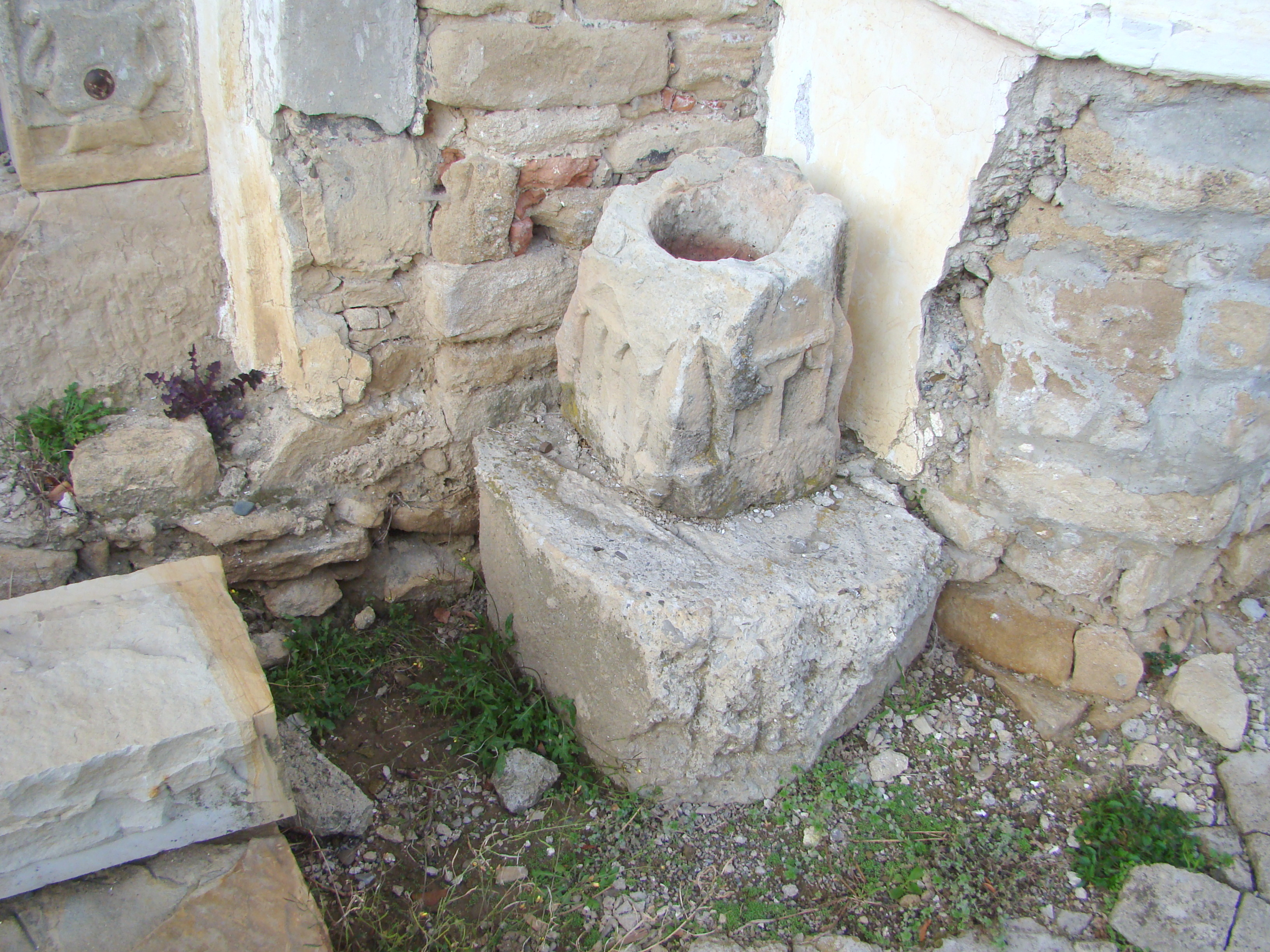
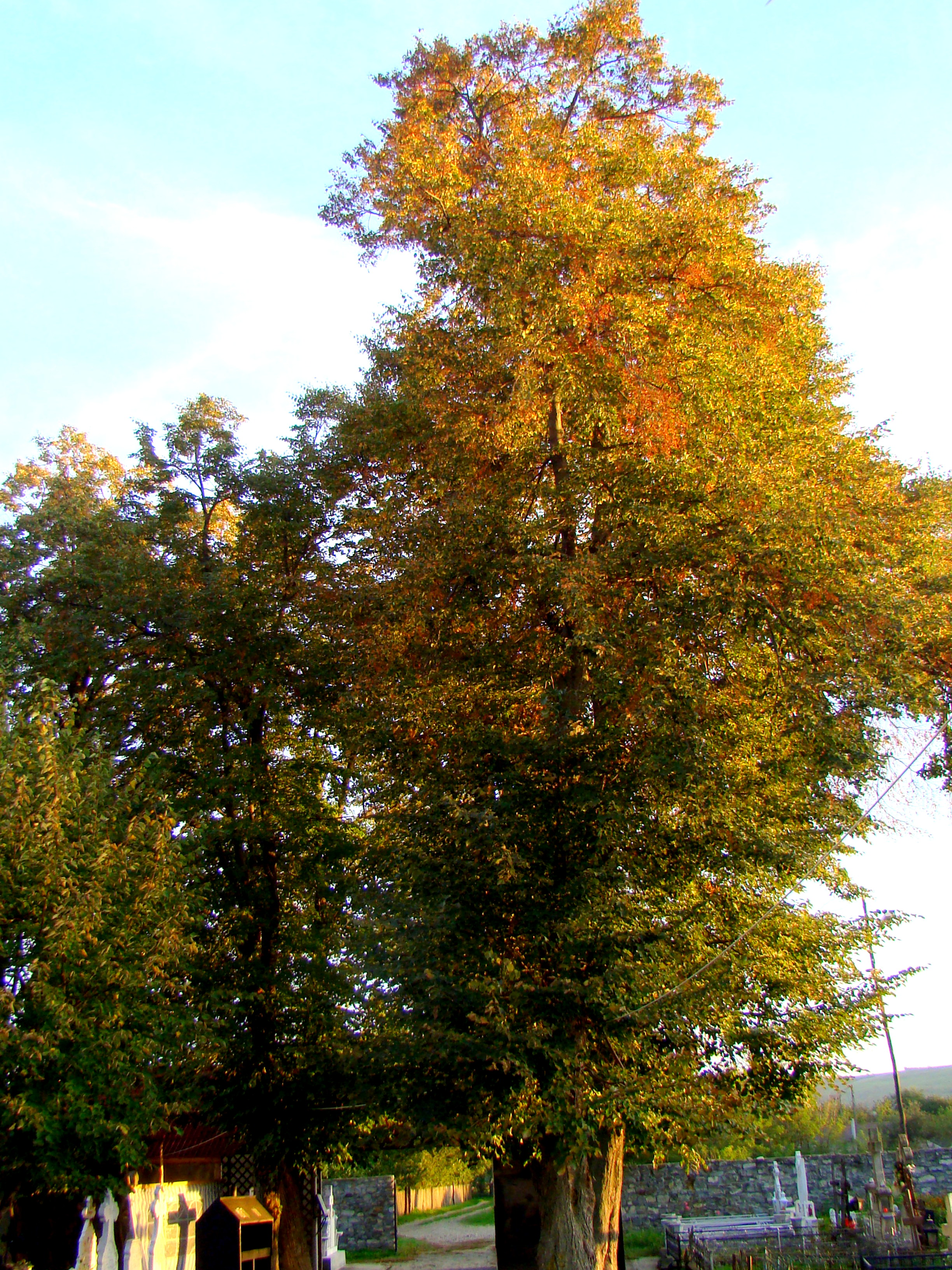
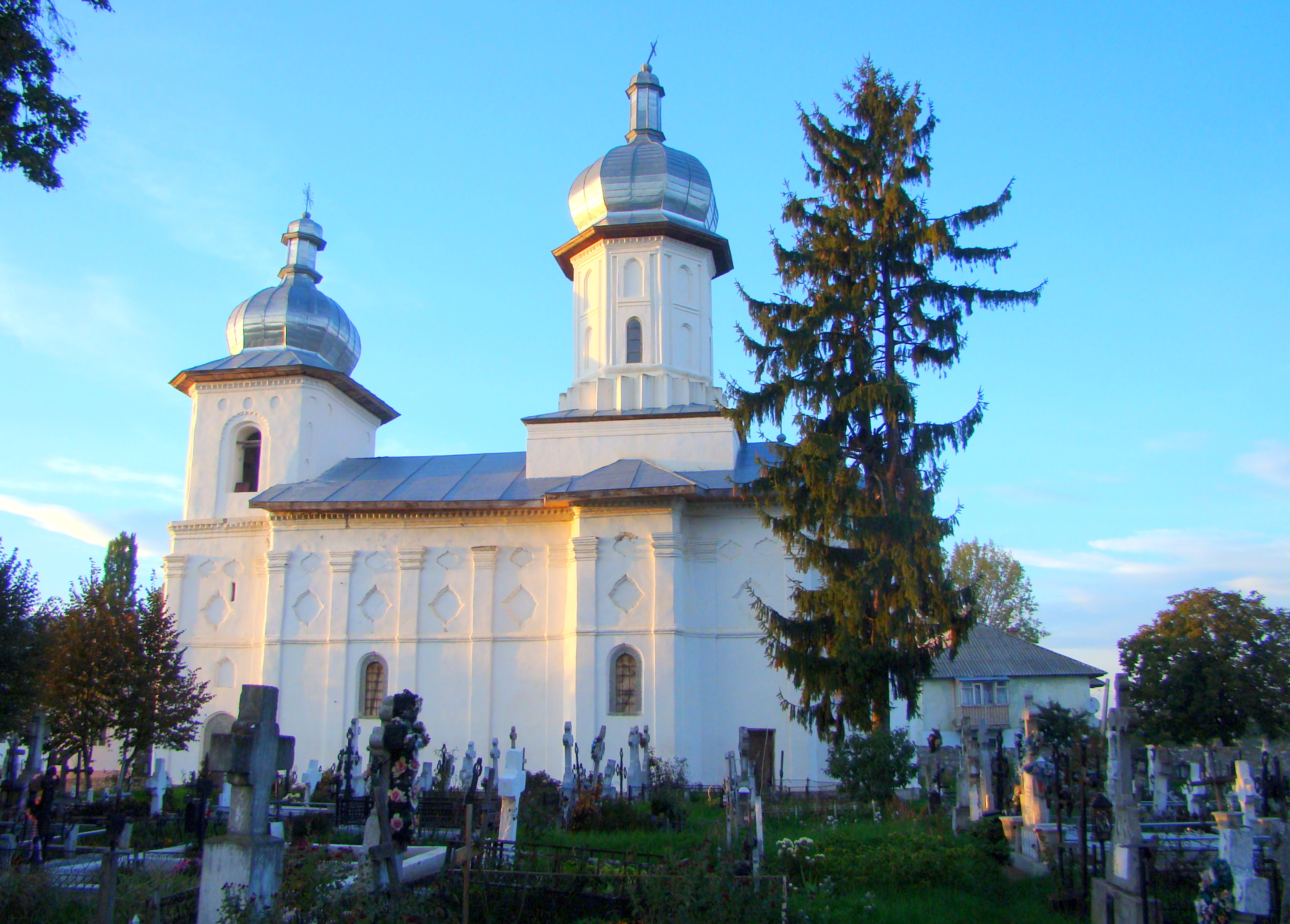
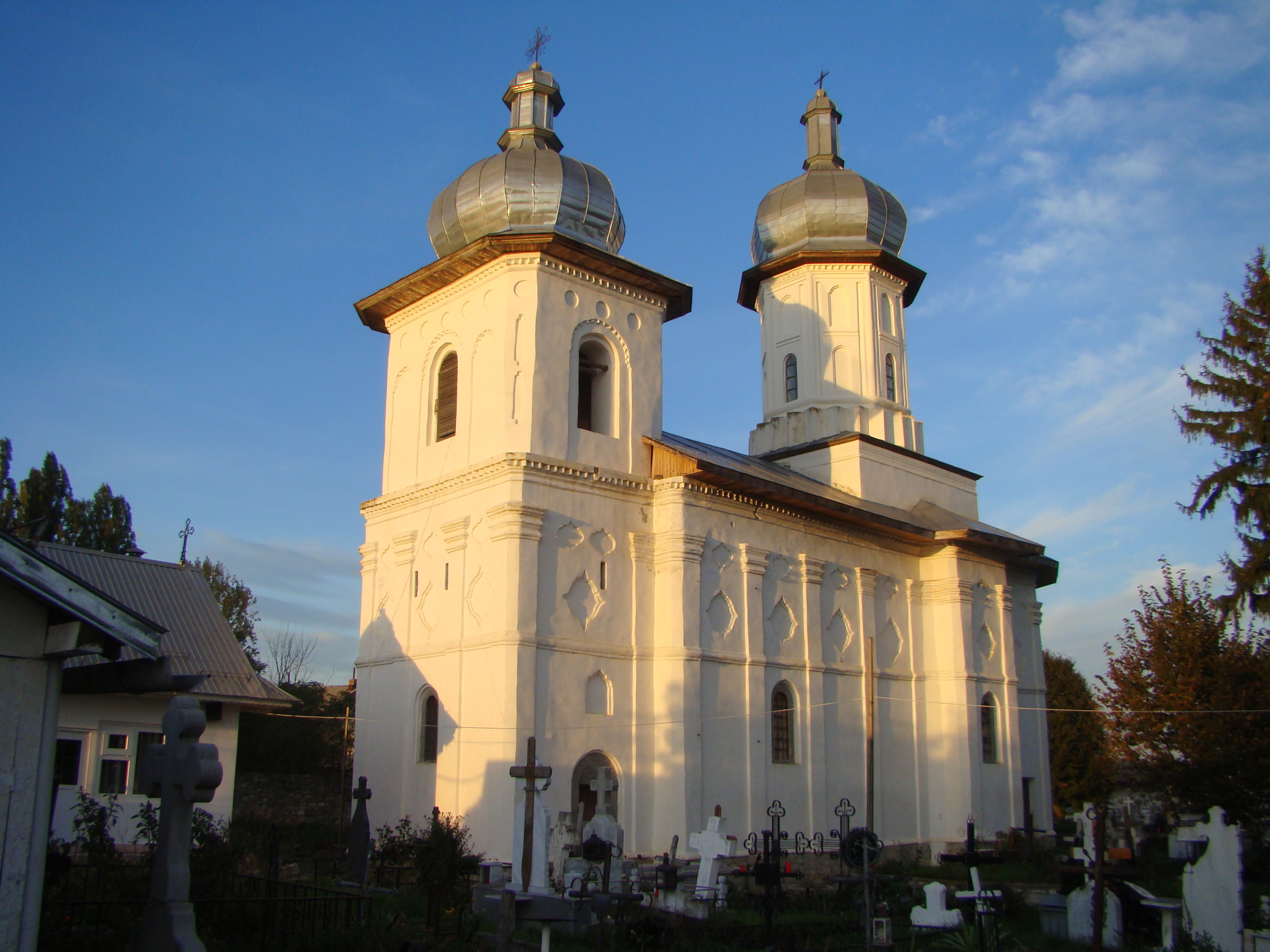
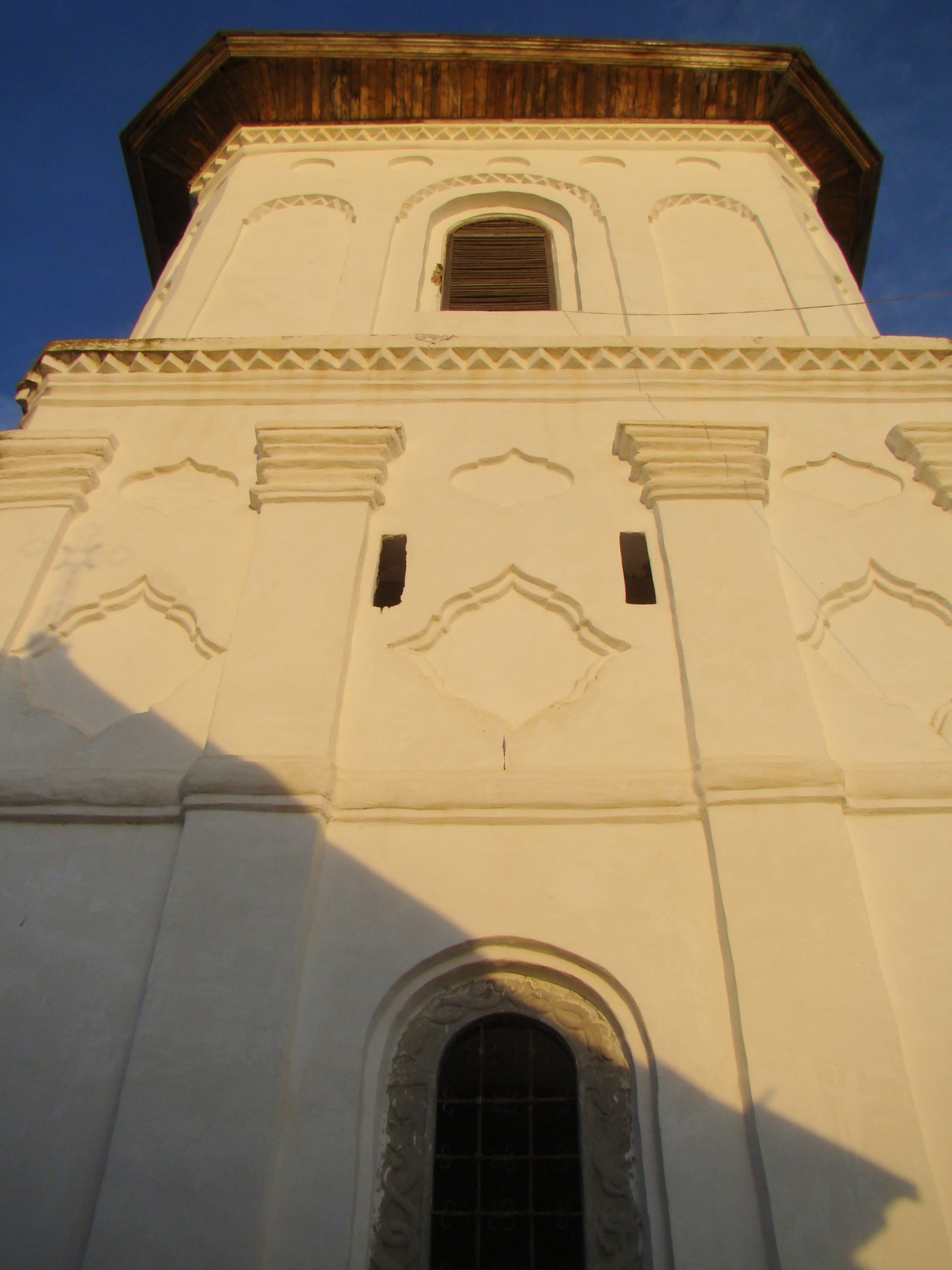
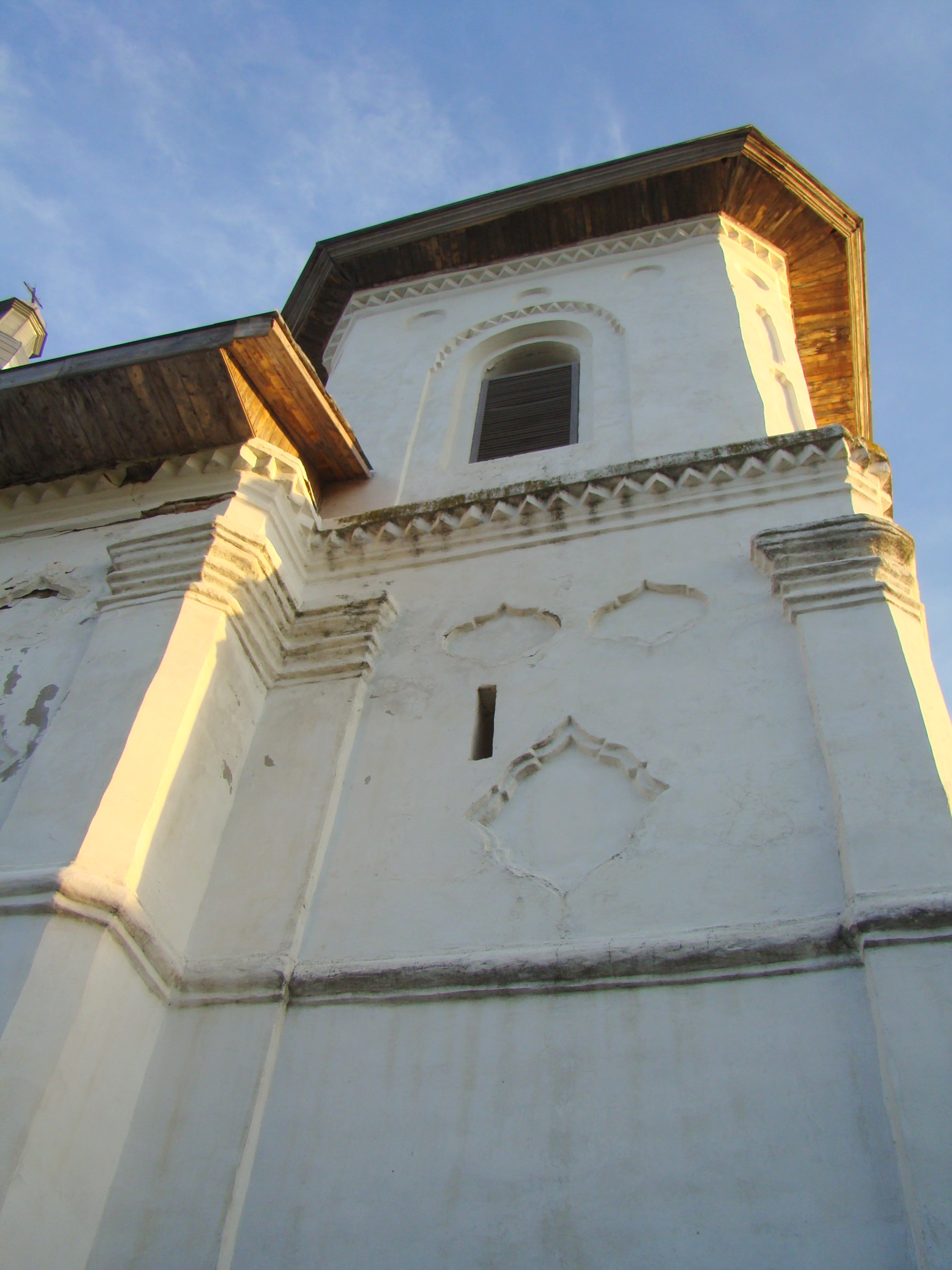
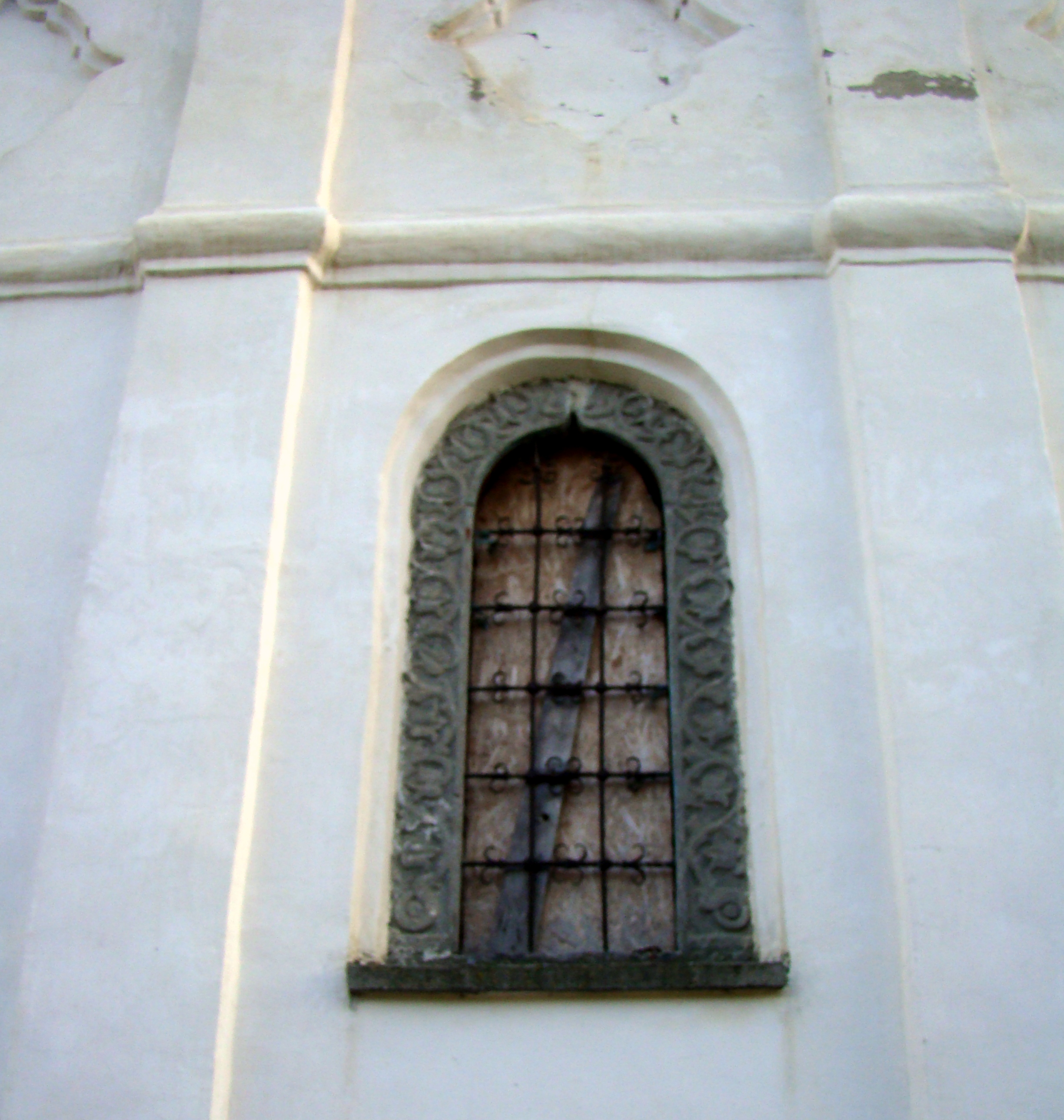
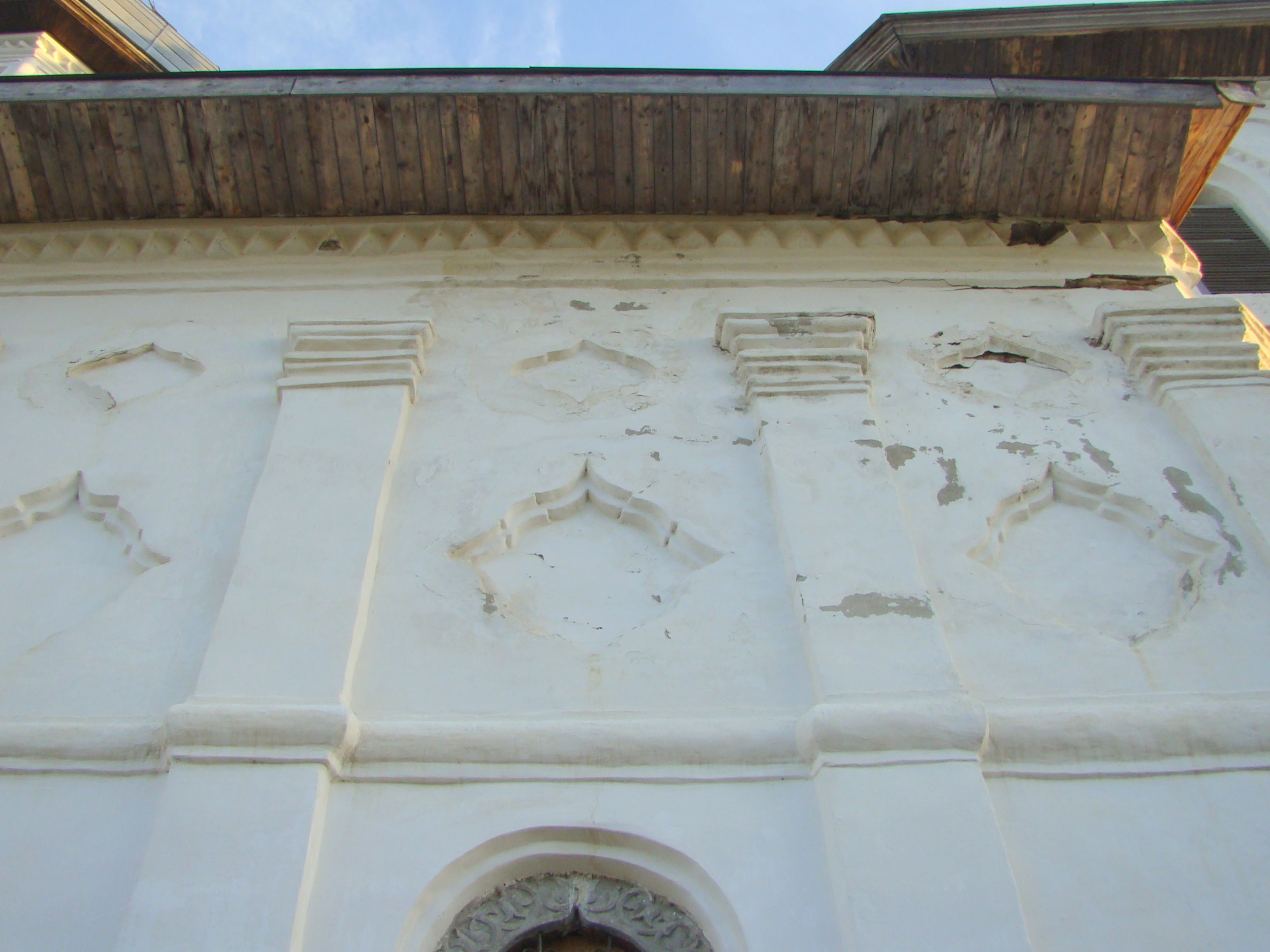
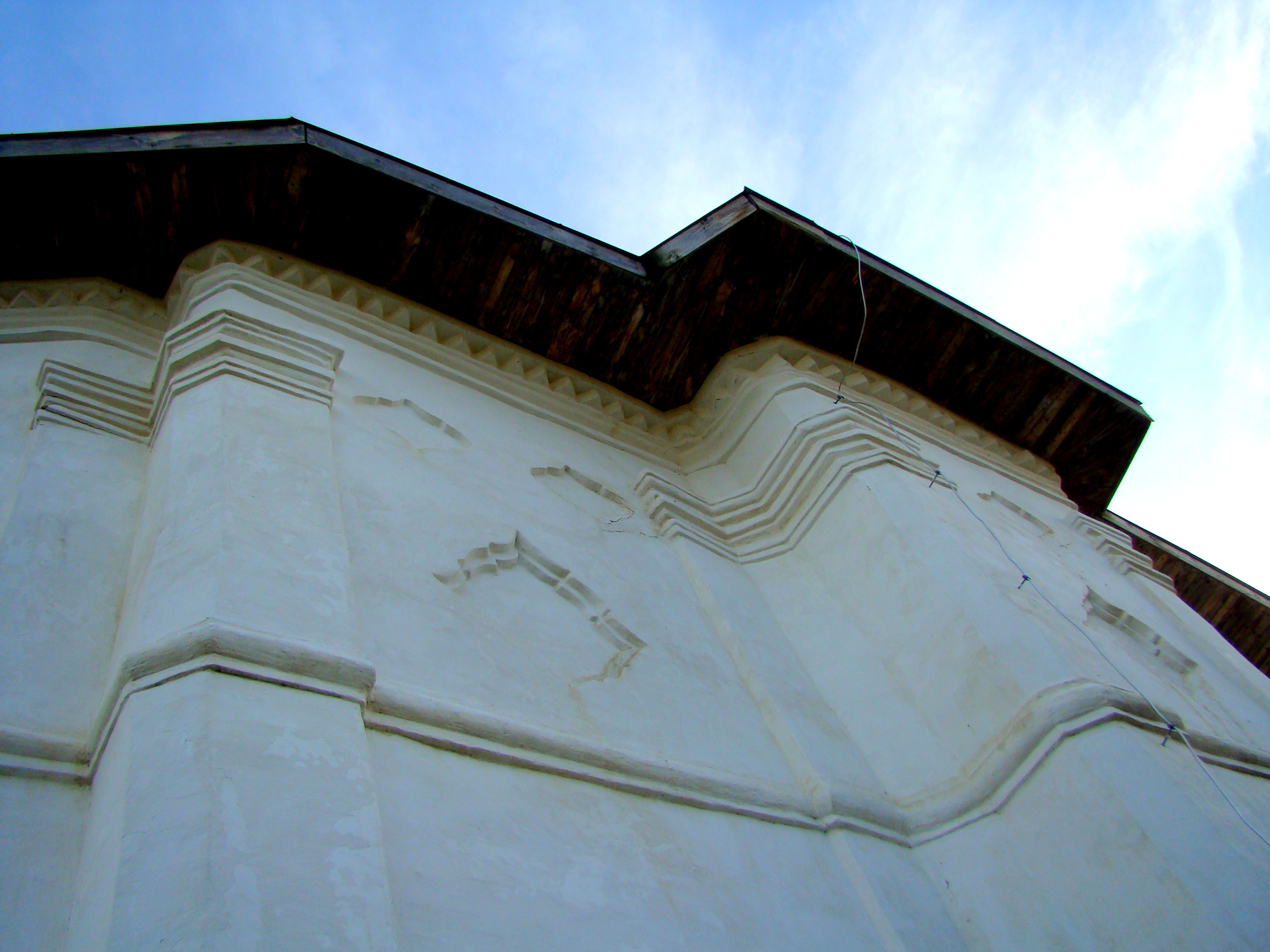
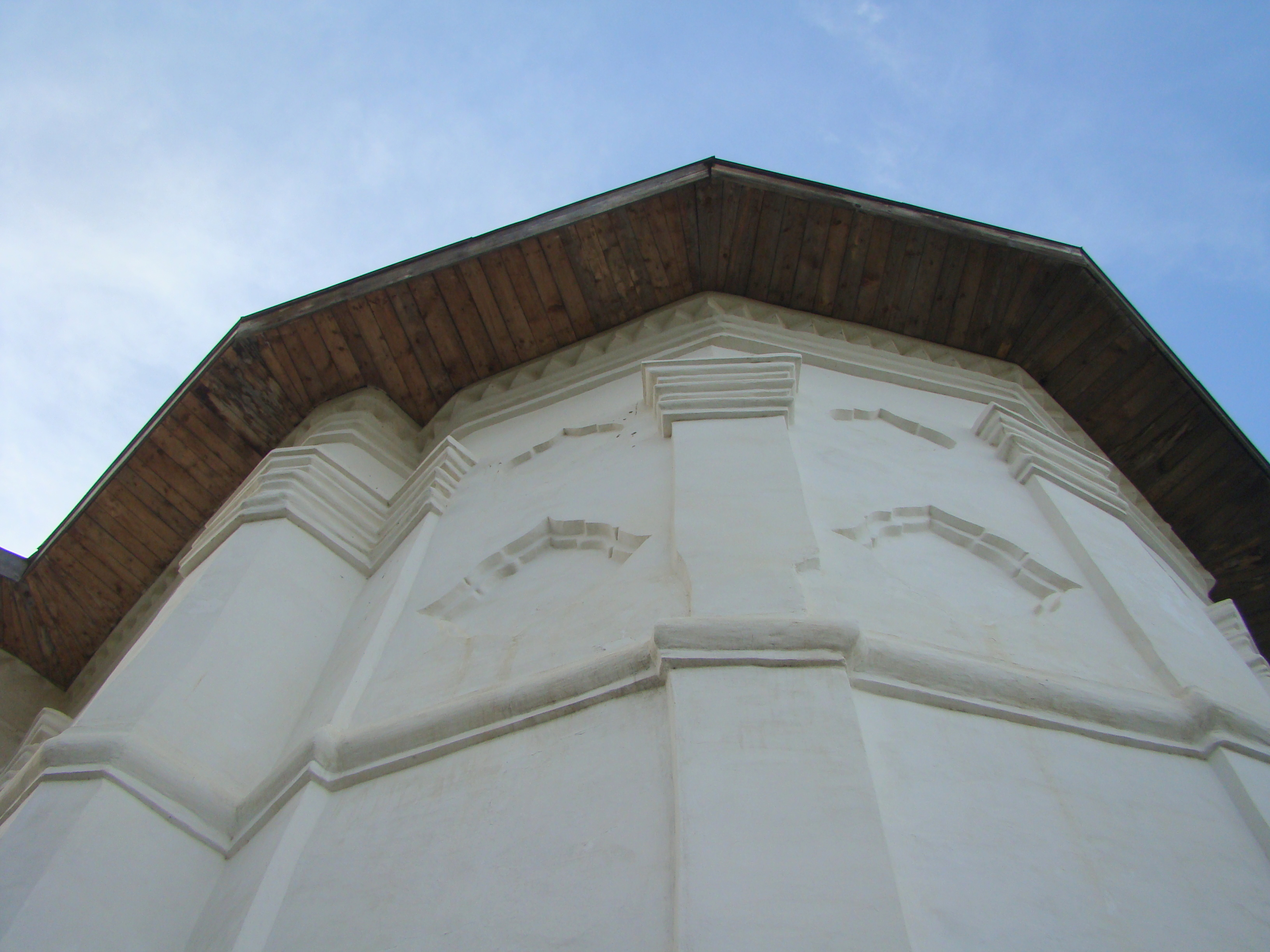
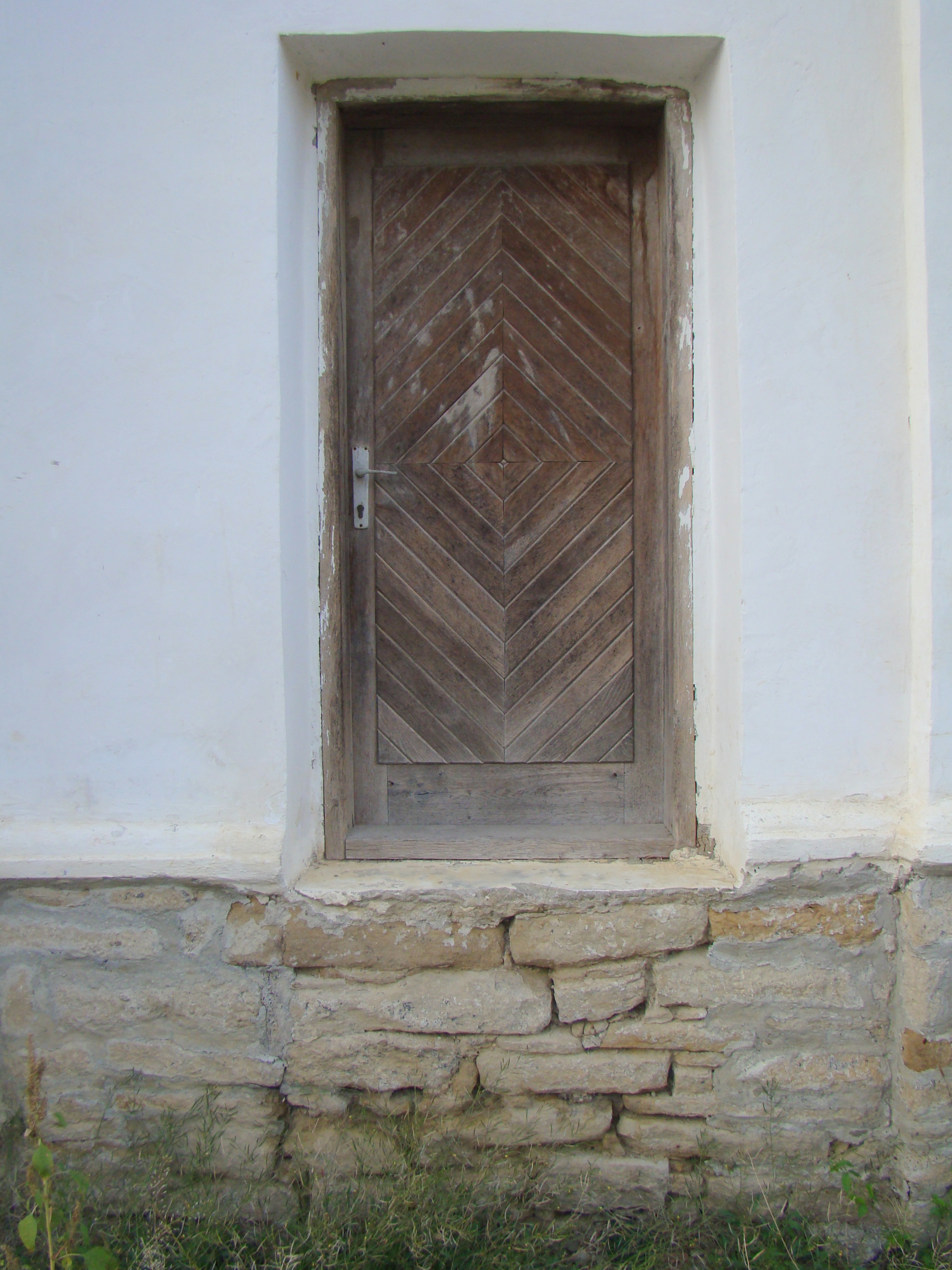
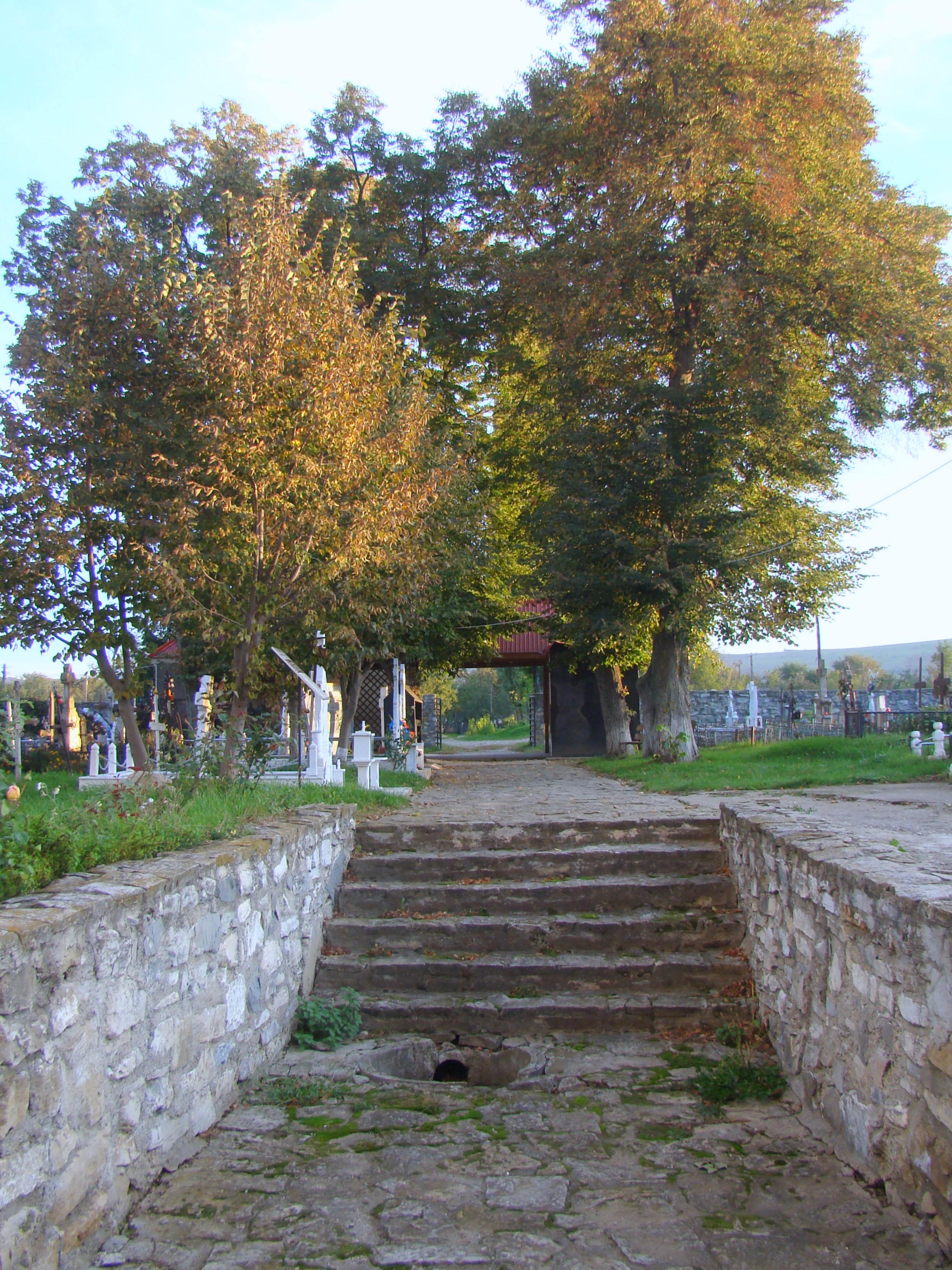
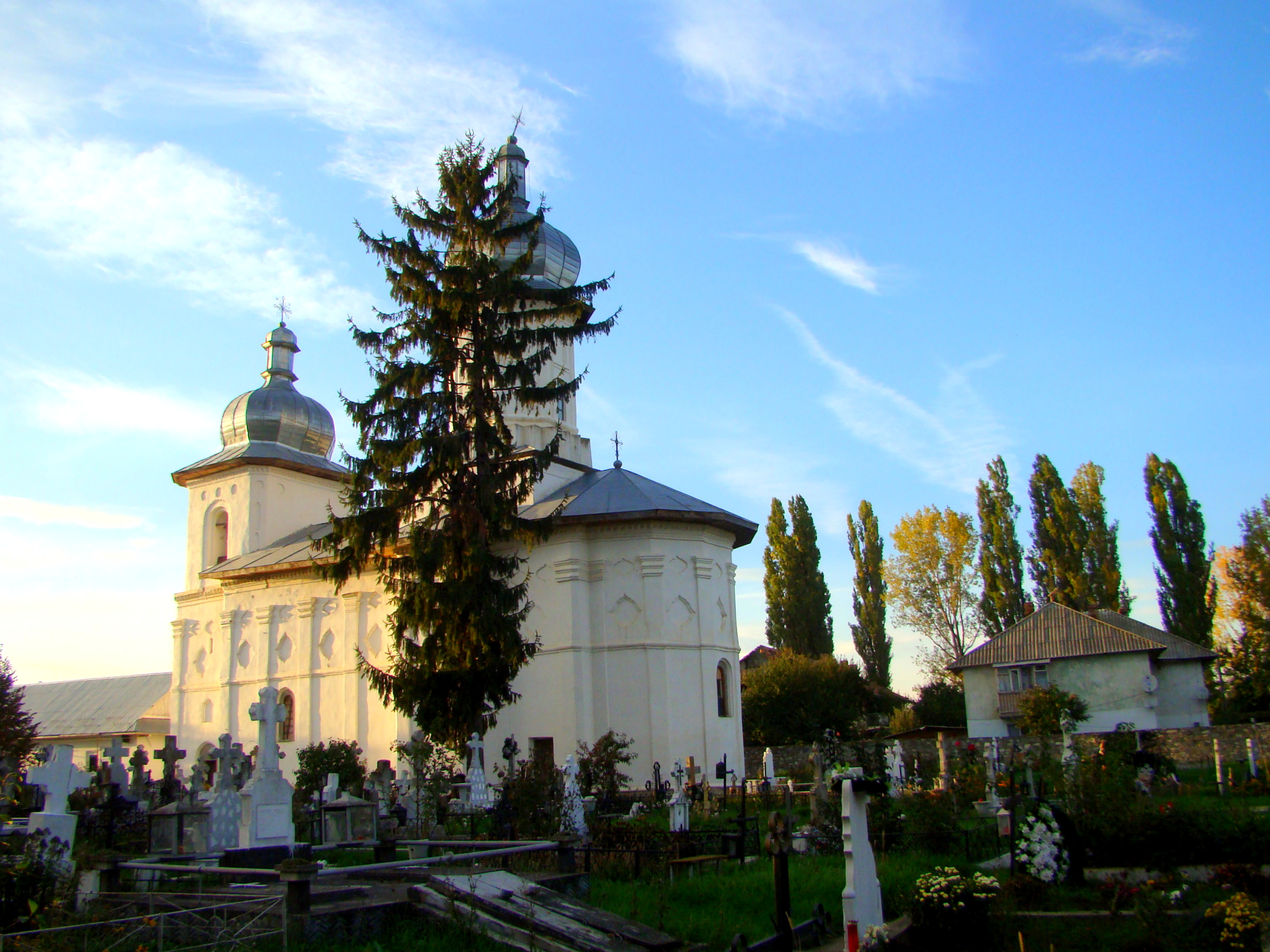
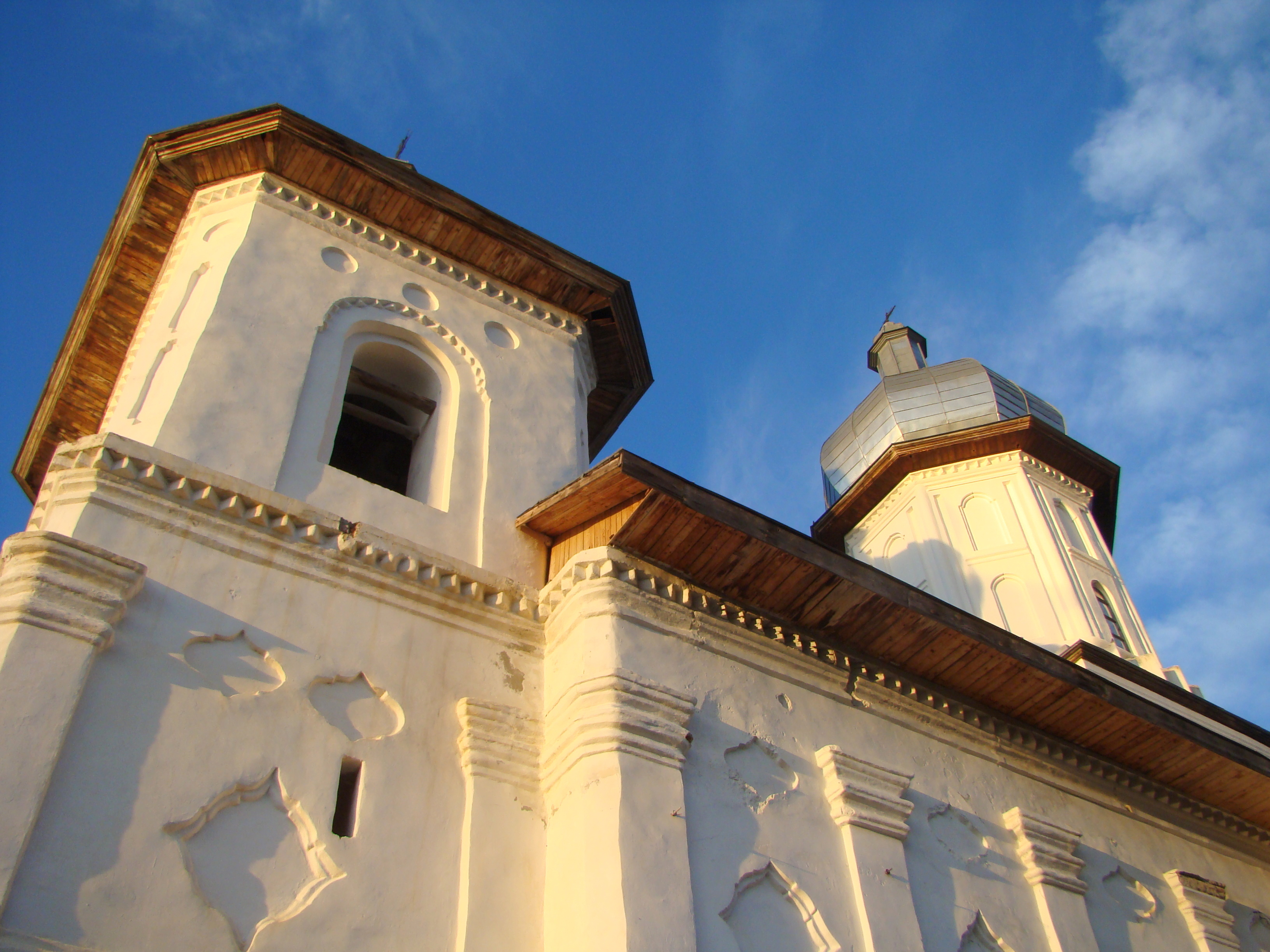
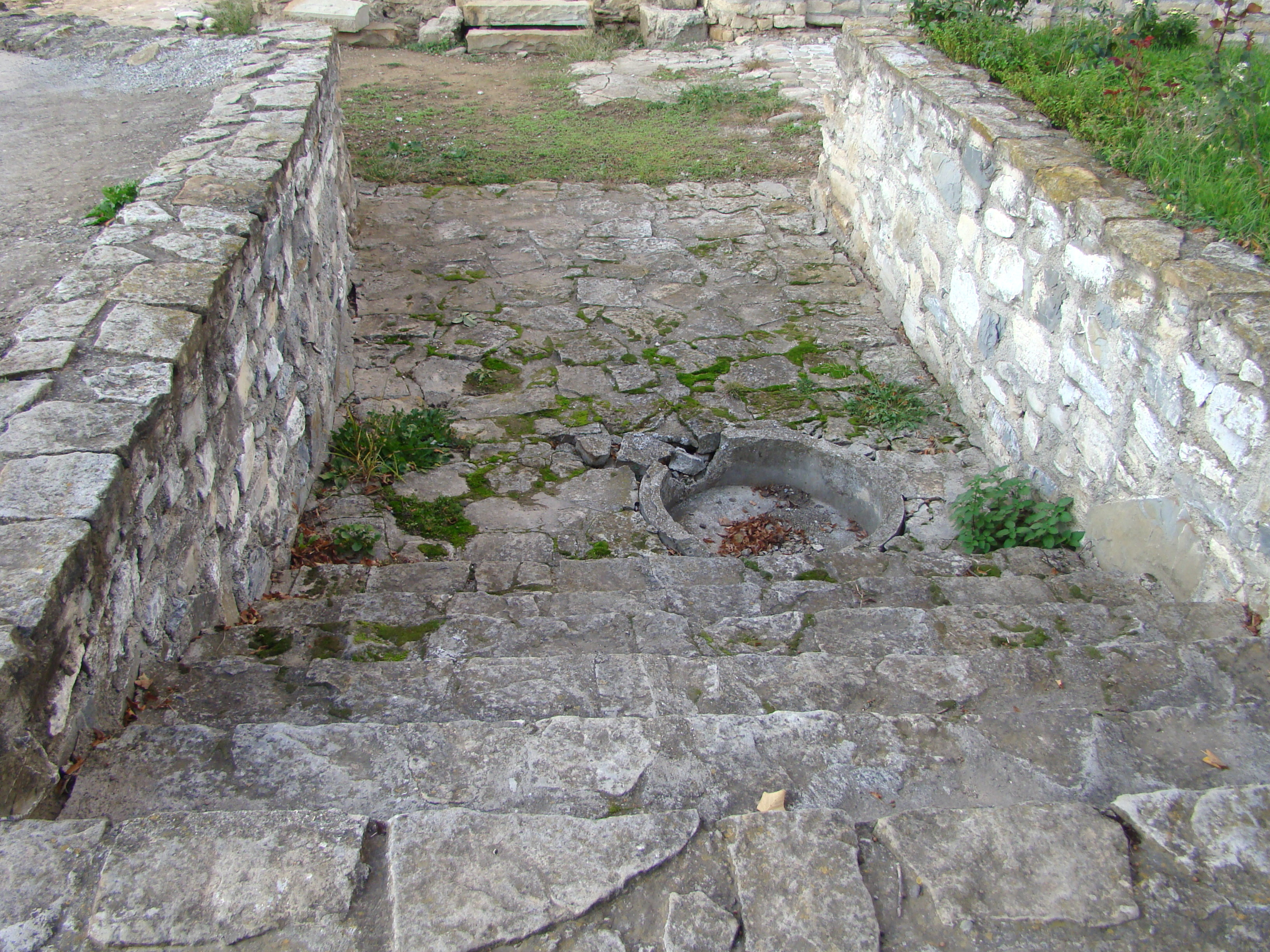
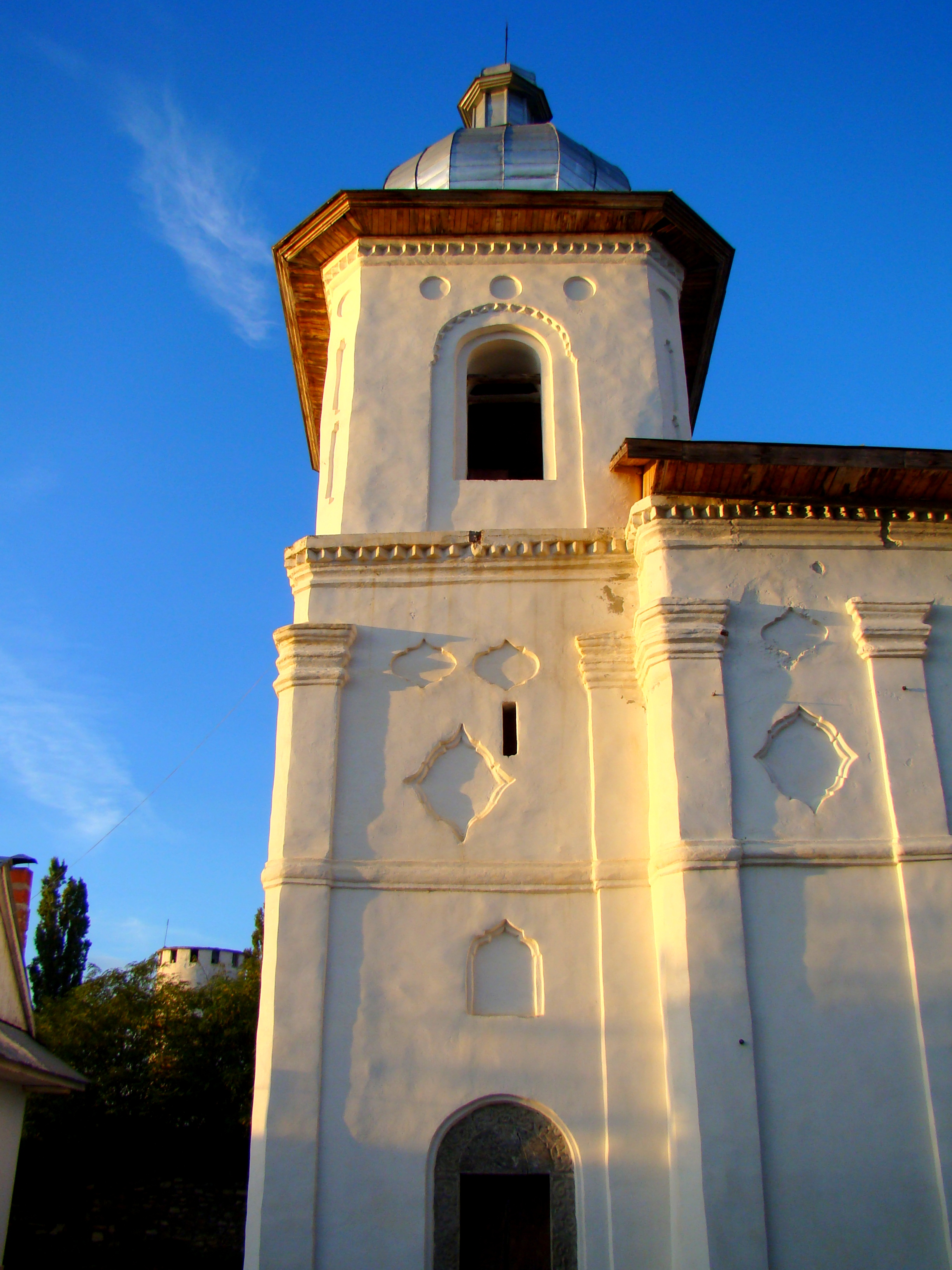
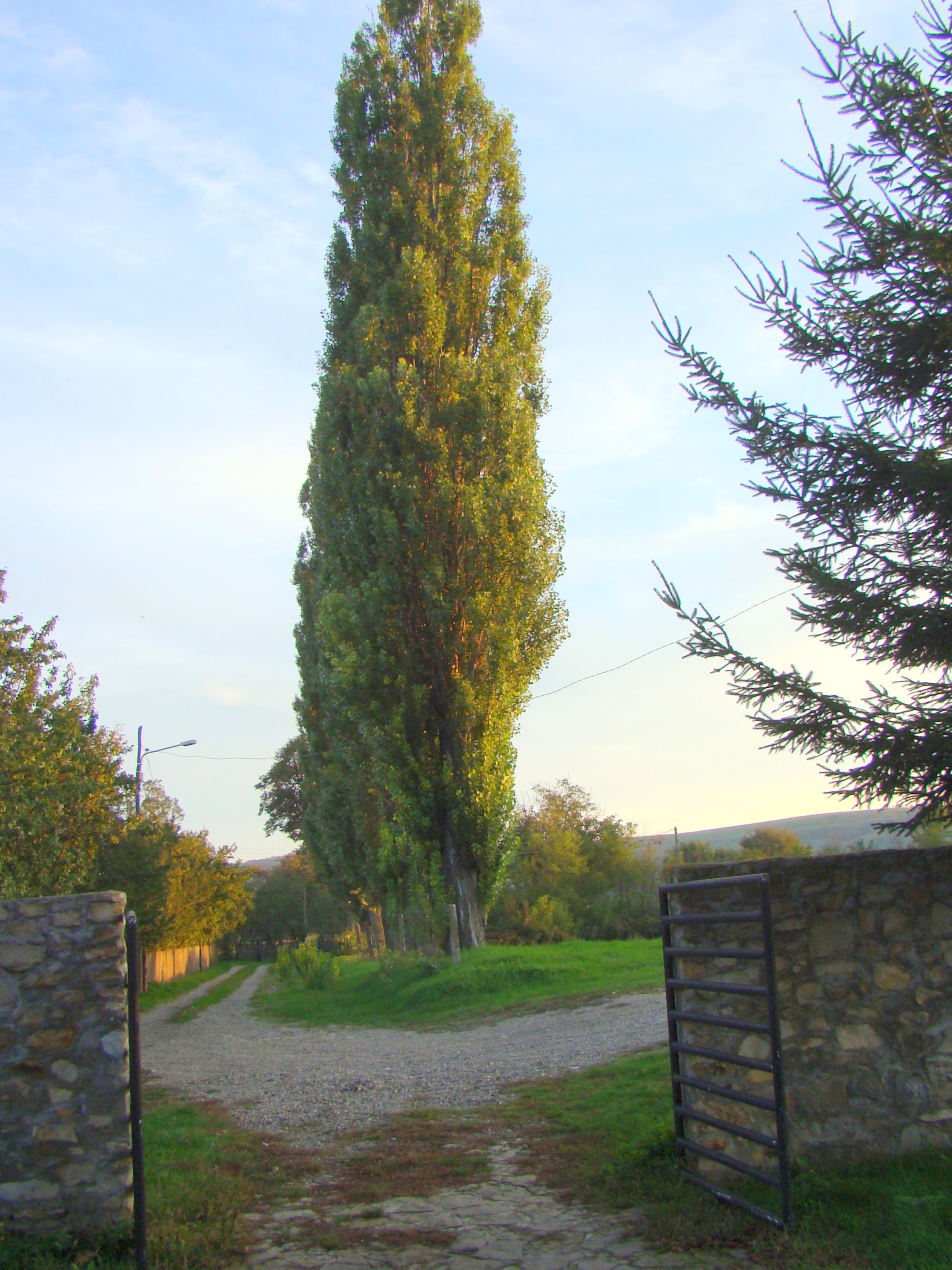
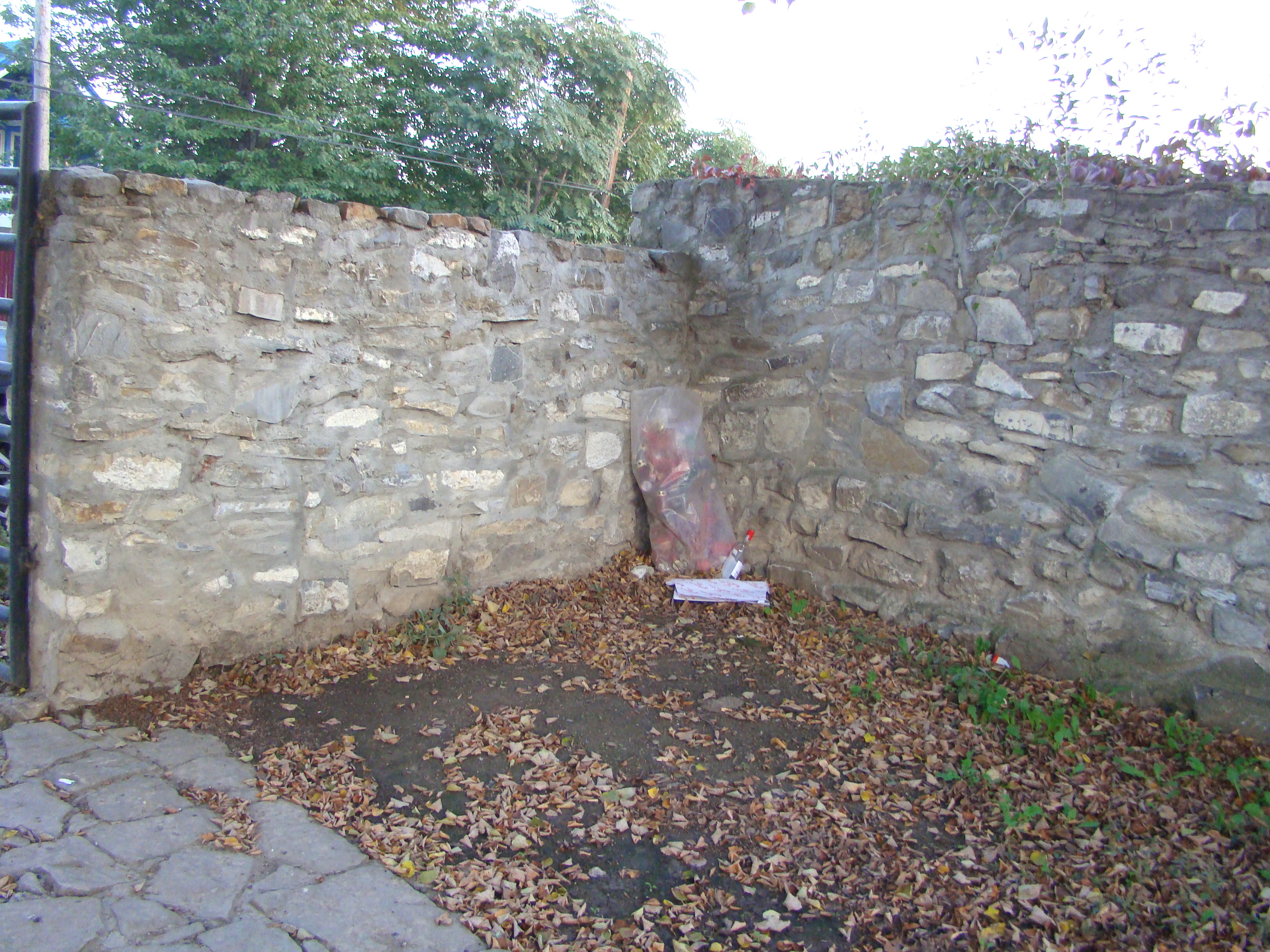
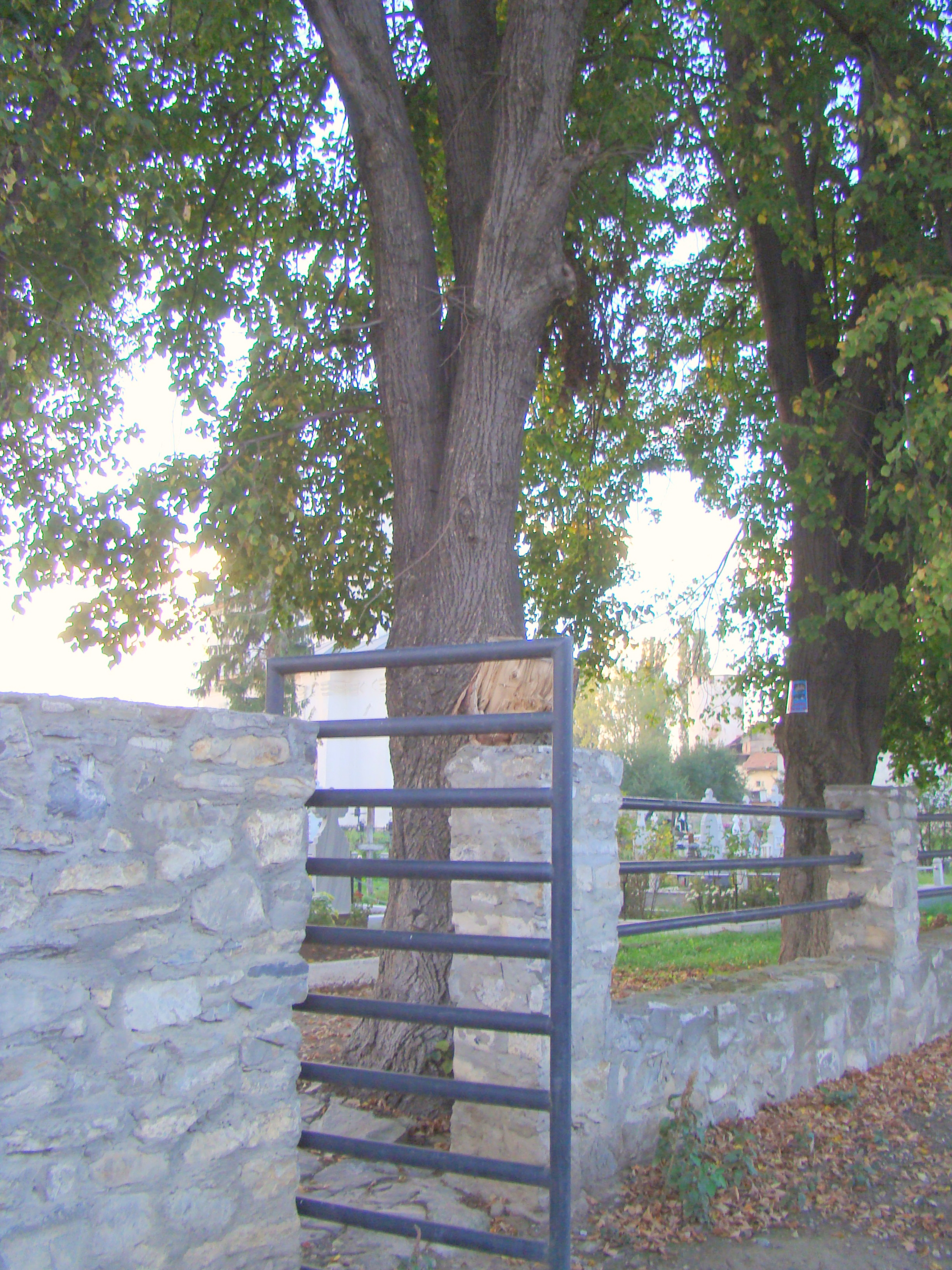
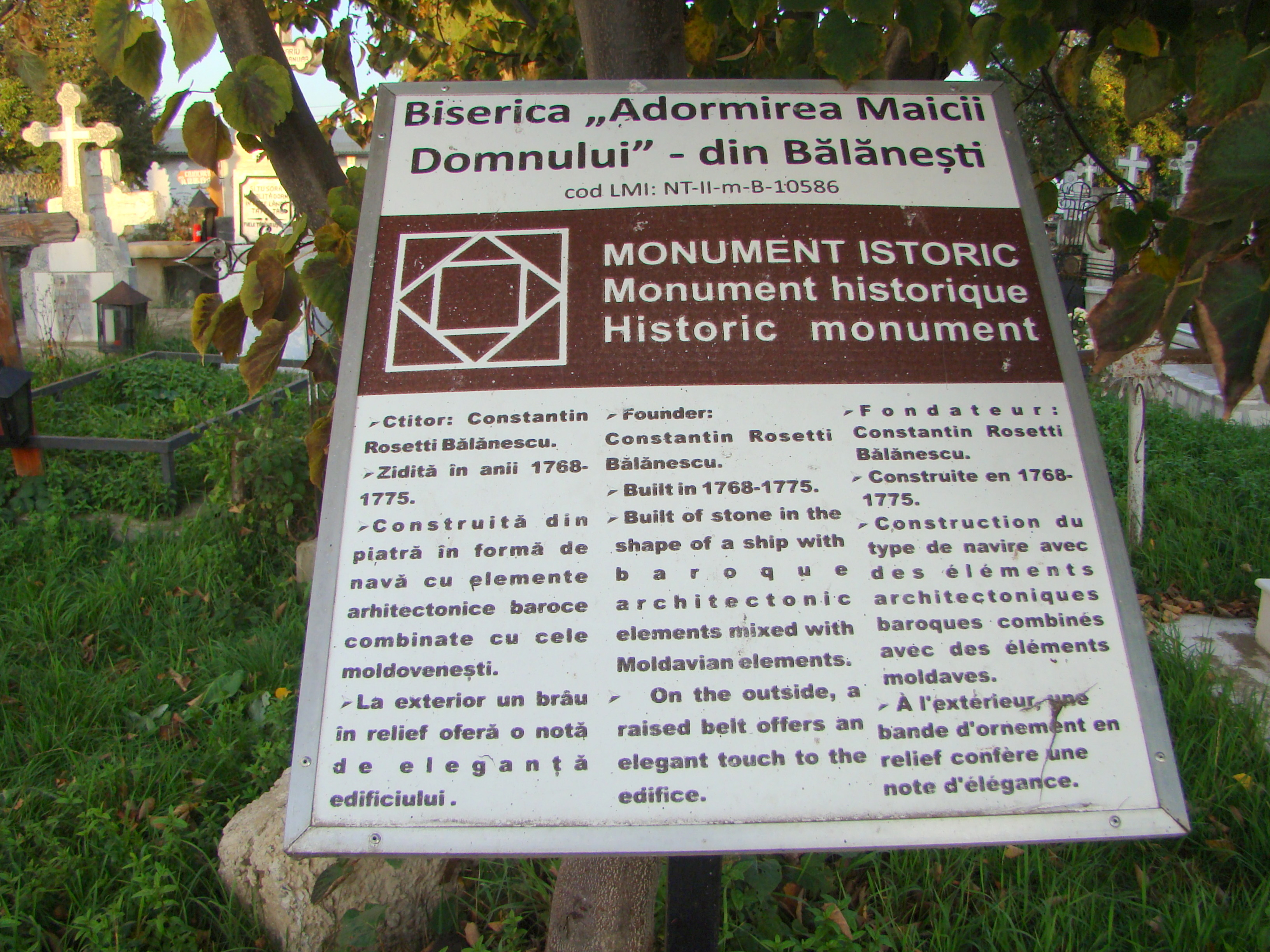